# برايان إدواردز (مقدم تلفزيوني)
برايان إدواردز (بالإنجليزية: Brian Edwards)‏ هو مقدم تلفزيوني نيوزيلندي، ولد في 4 نوفمبر 1937.